# Ostriga
Ostriga je skupno ime za več nesorodnih skupin školjk. Živijo v plitvih obalnih morjih po vsem svetu. Lupini sta asimetrični, ena je ravna za pričvrstitev na podlago, zunanja pa običajno izbokla in z notranje strani sta obdani z biserno matico, ki lahko popolnoma obda trdne tujke in tako tvori bisere.
Prave ostrige pravimo predstavnikom družine Ostreidae, ki vključuje tudi užitne vrste. V Evropi sta glavni vrsti evropska ali ploščata ostriga (Ostrea edulis) in portugalska ostriga (Crassostrea angulata). Telo je običajno dolgo od 8 do 10 cm, zrasejo pa lahko tudi nad 15 cm. Ostrige so dvospolniki, vendar zaradi različnega časa dozorevanja jajčec in sperme zelo redko nastopi samooploditev. Morski tok zanese spermije v odprto ostrigo, kjer poteka notranja oploditev. Iz oplojenih jajčec se razvijejo ličinke, ki zapustijo ostrigo in jih nosi morski tok. Na ugodni trdni, običajno kamniti podlagi se z apneno sluzjo pritrdijo in zrasejo v odraslo žival, vendar jih do tu že velika večina propade. Njihovi plenilci so morske zvezde, raki in ribe.

## Uporaba v kulinariki
Ostrige imajo v sredozemski kulinariki dolgo tradicijo, ki sega vse do starih Grkov, ki so jih najraje jedli kot prigrizek ob vinu. Do starih Rimljanov so pridobile že tolikšen sloves afrodiziaka, da so jih bogataši plačevali v zlatu. Tudi razvpiti ljubimec 18. stoletja Giacomo Casanova naj bi za zajtrk pojedel 50 ostrig. Ostrige se praviloma je surove z malo limoninega soka in so danes zelo cenjena delikatesa. Vsebujejo vitamine A, B1 in B2 ter magnezij, cink, kalcij, fosfor in jodid.
V 20. stoletju so bile školjke v Angliji hrana revnih ljudi. Zaradi povečanega onesnaženja morij in izumiranja školjk je ta možnost odpadla. Zaradi povečanega povpraševanja in majhne ponudbe so cene ostrig narasle.